# AfriForum

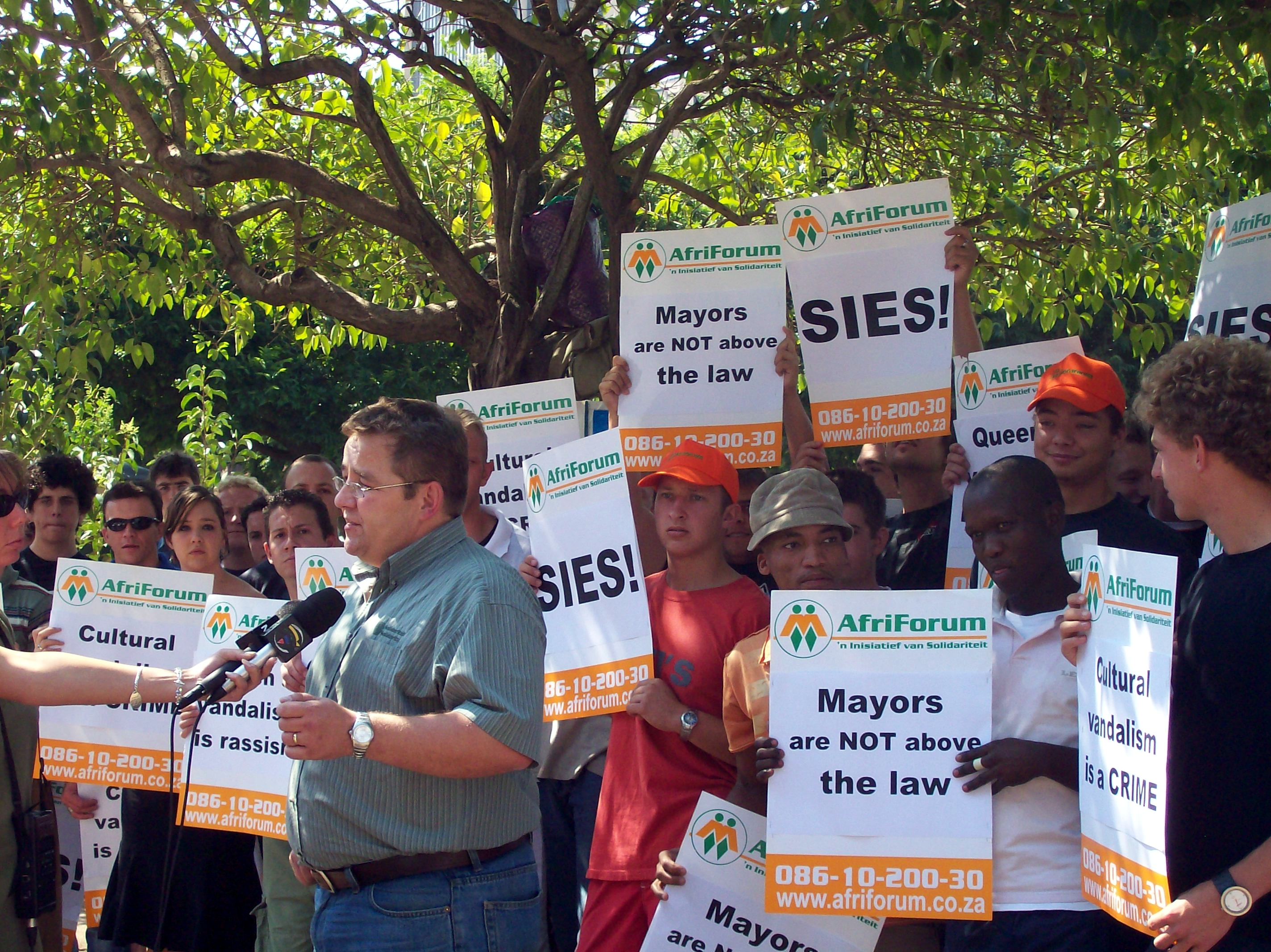
Protestaktion von AfriForum in Pretoria mit Kallie Kriel gegen den Abriss eines Denkmals zum Großen Treck

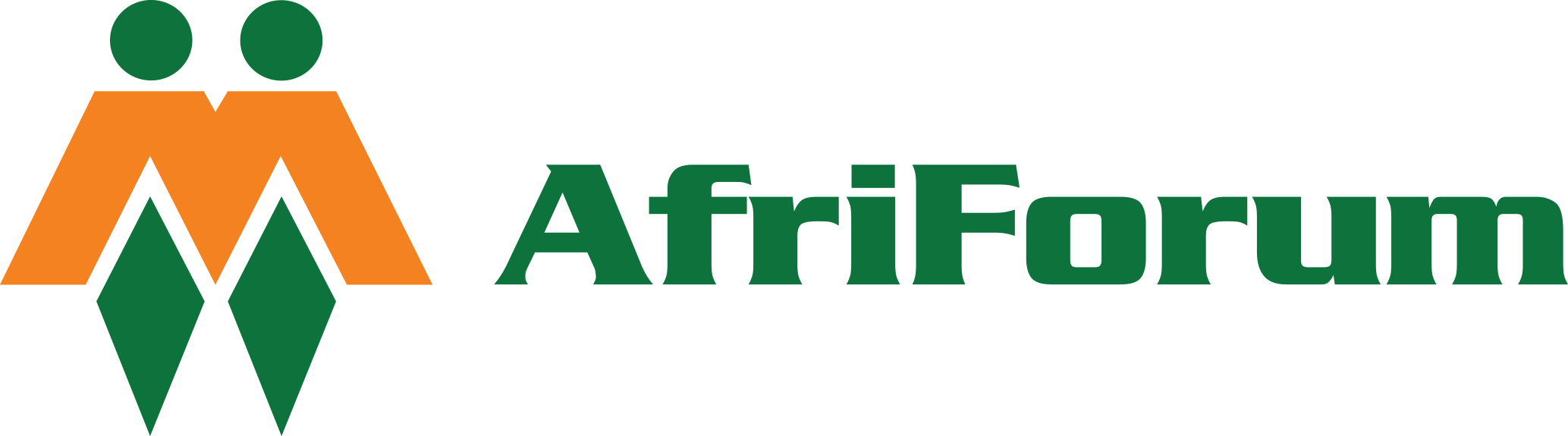
Logo

AfriForum ist eine südafrikanische Organisation, deren Ziel die Vertretung von Interessen der Buren ist.

## Geschichte
Die Organisation wurde 2006 von Kallie Kriel gegründet, einem ehemaligen Mitglied der Konserwatiewe Party und Vorsitzender der Jugendorganisation der Vryheidsfront Plus (VF+).
Viele weitere hochrangige Vertreter des AfriForum gehören ebenfalls der VF+ an. AfriForum gehört der Dachorganisation Solidariteit (deutsch: „Solidarität“) an, die 2002 aus der nur für weiße zugelassenen Mynwerkersunie (deutsch: „Bergarbeitergewerkschaft“) hervorgegangen war.
Kriel und sein Stellvertreter Ernst Roets unternahmen Reisen in die USA und nach Australien, um Lobbyarbeit für ihr Anliegen zu betreiben. Nach einem Auftritt von Roets in der US-amerikanischen Fox-News-Talkshow Tucker Carlson Tonight nahm US-Präsident Donald Trump die These vom „Völkermord an den Weißen“ (white genocide) auf und wies Außenminister Mike Pompeo an, sich darum zu kümmern. Kriel und Roets trafen dort auch US-Sicherheitsberater John R. Bolton. In Australien, wo der Innenminister bereits ein erleichtertes Einwanderungsverfahren für Afrikaaner angeordnet hatte, wurden sie von Abgeordneten empfangen.

## Struktur
Die Organisation hat nach eigenen Angaben rund 220.000 Mitglieder (Stand 2019), die Mitgliedsbeiträge von rund 85 Rand je Monat zahlen. Somit hat AfriForum pro Monat umgerechnet etwa eine Million Euro zur Verfügung. Davon unterhält die Organisation unter anderem eine Filmproduktionsfirma sowie eine eigene – private – Anklagebehörde, die seit 2017 vom ehemaligen Staatsanwalt Gerrie Nel geleitet wird. Sie ermittelte unter anderem gegen Julius Malema, Grace Mugabe, Thandi Modise sowie Duduzane Zuma, den Sohn des damaligen Präsidenten Jacob Zuma. Auch in einem Fall von Vergewaltigung tritt die Organisation als Ankläger auf, nachdem sich die Mutter des Opfers an AfriForum gewandt hatte. AfriForum betreibt außerdem eine Sicherheitsfirma, die Mitgliedern an den staatlichen Strukturen vorbei in Notfällen helfen soll.
Die Unterorganisation AfriForum Jeug steht Schülern und Studenten offen.

## Positionen und Kampagnen
AfriForum wurde durch Protestaktionen gegen die Umbenennung der Hauptstadt Pretoria und zahlreicher historisch belasteter Straßennamen in Südafrika bekannt. Sie sprach sich gegen die laut Broad-Based Black Economic Empowerment vorgeschriebene Bevorzugung von Nicht-Weißen in Unternehmen aus. Sie geht im Sportbereich zusammen mit Solidariteit juristisch gegen Quoten für Bevölkerungsgruppen vor, da sie die Afrikaaner dabei als benachteiligt ansieht.
AfriForum lehnt die international anerkannte und im Völkerrecht festgehaltene Charakterisierung der Apartheid als ein Verbrechen gegen die Menschlichkeit ab. Sie befürchtet für die Zukunft einen Völkermord an den weißen Südafrikanern. Sie berät Farmer wegen einer möglichen Enteignung.
Die Organisation klagte im Zusammenhang mit den „Farmmorden“ (Afrikaans: plaasmoorde) an weißen Landwirten den regierenden African National Congress und den damaligen Polizeiminister an. Sie veröffentlicht Zahlen von solchen Mordfällen, die die Zahlen der offiziellen Statistik (zum Beispiel 62 „Farmmorde“ im Berichtsjahr 2017/2018) übertreffen. Ernst Roets nannte die „Farmmorde“ „ethnische Auslöschung“. Überprüfungen der Daten durch Journalisten und unabhängige Forscher widerlegten allerdings dieses Narrativ und zeigten, dass es keine statistisch belegbare Häufung von Gewalttaten gibt, die sich speziell gegen weiße Farmer richten.

## Rezeption
AfriForum versteht sich als Bürgerrechtsorganisation. Die Organisation wird aber auch als Verteidigerin der Idee einer weißen Vorherrschaft, wie sie während der Apartheid bestand, wahrgenommen.
Max du Preez bezeichnete die Haltung des AfriForum als „reaktionäre identitäre Politik“ (reactionary identity politics), die neben Gruppen wie den Economic Freedom Fighters die „Rassenrhetorik“ anheizen würde. Die ANC Youth League nannte AfriForum im Jahr 2012 „Verteidiger von weißen Vorrechten“ (defender of white privilege). AfriForum wird gelegentlich der Alt-Right-Bewegung zugeordnet.